# 细微蟹蛛
细微蟹蛛（学名：Lysiteles minusculus）为蟹蛛科微蟹蛛属的动物。在中国大陆，分布于湖北等地。该物种的模式产地在湖北宣恩。